# Microplitis albipennis
Microplitis albipennis är en stekelart som beskrevs av Abdinbekova 1969. Microplitis albipennis ingår i släktet Microplitis och familjen bracksteklar. Inga underarter finns listade i Catalogue of Life.